# Новопавлівка (Берестинський район)
Новопа́влівка — село в Україні, у Берестинському районі Харківської області. Населення становить 52 осіб. Орган місцевого самоврядування — Кобзівська сільська рада.

## Географія
Село Новопавлівка знаходиться на правому березі річки Вошивенька, вище за течією на відстані в 1 км розташоване село Шкаврове, нижче за течією на відстані 1 км селище Садове. Поруч проходять автомобільні дороги М18 і Р79.

## Історія
1920 — дата заснування як села Комлеківка.
Під час організованого радянською владою Голодомору 1932—1933 років померло щонайменше 33 жителі села.
1940 — перейменоване в село Новопавлівка.

## Населення
Згідно з переписом УРСР 1989 року чисельність наявного населення села становила 50 осіб, з яких 20 чоловіків та 30 жінок.
За переписом населення України 2001 року в селі мешкали 52 особи.

### Мова
Розподіл населення за рідною мовою за даними перепису 2001 року:
| Мова       | Відсоток |
| ---------- | -------- |
| українська | 86,54 %  |
| російська  | 7,69 %   |
| білоруська | 3,85 %   |
| молдовська | 1,92 %   |